# HRVV-FM
HRVV-FM (99.7 FM) es una estación de radio comercial de San Pedro Sula, Honduras con formato de radio latina y urbana . HRVV-FM tiene el nombre " Radioactiva " y es propiedad de Asesores Gerenciales Multimedia. 

## Historia
Radioactiva comenzó como un programa de radio en la emisora "Estereo Clase", que transmitía en la frecuencia 99.7 FM a finales de los años 1990 en San Pedro Sula . Con el tiempo el programa ganó popularidad, y el 9 de septiembre de 2001, se crea la emisora de radio "Radioactiva", tomando la frecuencia 99.7 FM y conservando el disindicativo HRVV, pero desplazando a "Estereo Clase". Posteriormente, Estereo Clase resurgió en el dial de San Pedro Sula en la frecuencia 92.9 FM, manteniendo su formato original de música oldies y clásicos en inglés . 

## Información técnica
La torre de radio en San Pedro Sula ( 99.7 FM ) está ubicada en 15°28'17.0"N 88°03'05.0"W, tiene una potencia radiada efectiva (ERP) de 10,435 vatios .
La torre de radio en Puerto Cortés ( 99.7 FM ) está ubicada en 15°46'37.0"N 87°52'54.0"W, tiene una potencia radiada efectiva (ERP) de 805 vatios . 